# Њу Провиденс (Ајова)
Њу Провиденс (енгл. New Providence) град је у америчкој савезној држави Ајова. По попису становништва из 2010. у њему је живело 228 становника.

## Демографија
Према попису становништва из 2010. у граду је живело 228 становника, што је 1 (0,4%) становника више него 2000. године.
| Група             | 2000.       | 2010.       |
| Белци             | 221 (97,4%) | 219 (96,1%) |
| Афроамериканци    | 0 (0,0%)    | 2 (0,9%)    |
| Азијати           | 0 (0,0%)    | 0 (0,0%)    |
| Хиспаноамериканци | 6 (2,6%)    | 4 (1,8%)    |
| Укупно            | 227         | 228         |